# Millennium Bridge
The Millennium Bridge (oficjalna nazwa London Millenium Footbridge) - wiszący most dla pieszych w Londynie, nad Tamizą, łączący dzielnicę Bankside (gmina Southwark) z londyńskim City. Most zbudowany został głównie ze stali i aluminium, składa się z trzech głównych części o długości 81 m, 144 m i 108 m. Jego ciężar podtrzymywany jest przez 8 lin nośnych. Zaczęto go budować w 1998 i otwarto go po raz pierwszy (tylko na dwa dni) 10 czerwca 2000 r. Po dodatkowym remoncie został otwarty na stałe 22 lutego 2002 r. 

## Historia powstania

### Projekt
Konkurs na projekt mostu zorganizowały w 1996 rada dzielnicy Southwark oraz RIBA Competitions (jednostka podległa RIBA czyli Royal Institute of British Architects). Konkurs wygrało brytyjskie trio: Arup Group, firma Foster and Partners i brytyjski rzeźbiarz Anthony Caro – ich praca była jedną z sześciu finałowych prac z całego świata. Architekturą zajął się Sir Norman Foster, zaś rzeźbiarstwem Sir Anthony Caro. Nad częściami konstrukcji pracowały podmioty z różnych krajów, w tym polska firma Mostostal Zabrze, samą konstrukcją zajęła się brytyjska firma Arup.

### Budowa
Zazwyczaj budowa mostów nad Tamizą wymaga zatwierdzenia przez Parlament Brytyjski (czyli poprzez tzw. Act of Parliament). Tak było np. w przypadku Westminster Bridge.  Jeśli chodzi o Millenium Bridge ścieżka ta została pominięta przez wydanie licencji przez Port of London Authority i wydanie pozwolenia przez City of London oraz gminę London Borough of Southwark. Budowa zaczęła się w 1998 roku, ale faza głównych prac rozpoczęły firma Monberg & Thorsen oraz Sir Robert McAlpine 28 kwietnia 1999. Końcowy koszt wyniósł 18.2 mln GBP (2.2 mln GBP ponad budżetem). Koszt ten pokryty został przez Millenium Commision i London Bridge Trust.

### Otwarcie
Most wybudowany został z okazji nowego tysiąclecia. Konstrukcja kosztowała 18,2 miliona funtów, co przekroczyło budżet o 2,2 miliona. Do pierwszego otwarcia doszło 10 czerwca 2000 r., jednak dwa dni później most został zamknięty ze względu na silne drgania przy dużej liczbie użytkowników. Drgania przypisywano niedostatecznie zbadanemu zjawisku, zgodnie z którym piesi przechodzący przez most z bocznym kołysaniem mają nieświadomą tendencję do dopasowywania swoich kroków do kołysania, zaostrzając je.  Londyńczycy ochrzcili most nazwą "Wobbly Bridge" (Chwiejny most). Ostatecznie most przebudowano i otwarto 22 lutego 2002 r., a jego przebudowa pochłonęła około 5 milionów funtów.

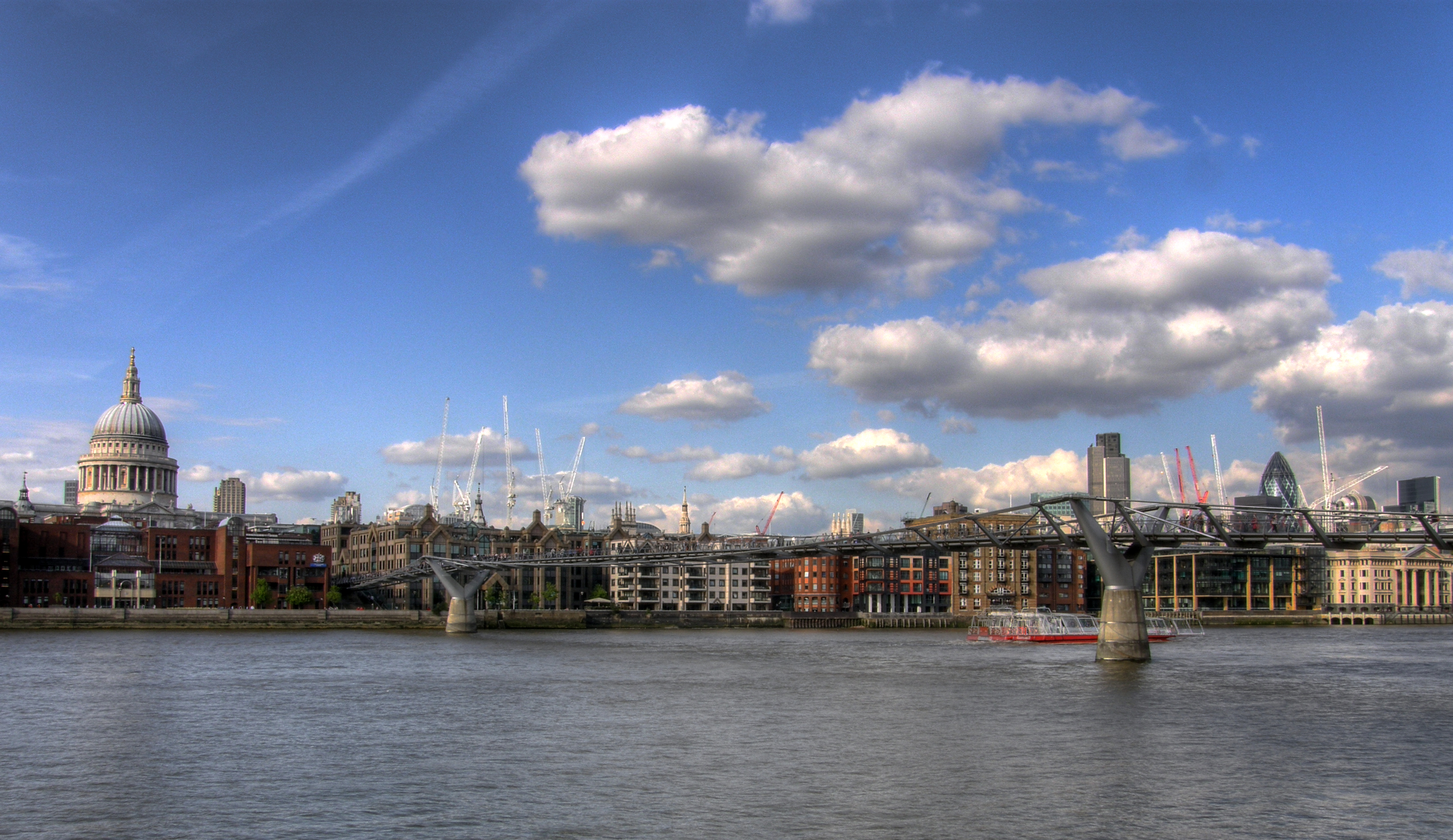
Na tle północnego brzegu Tamizy
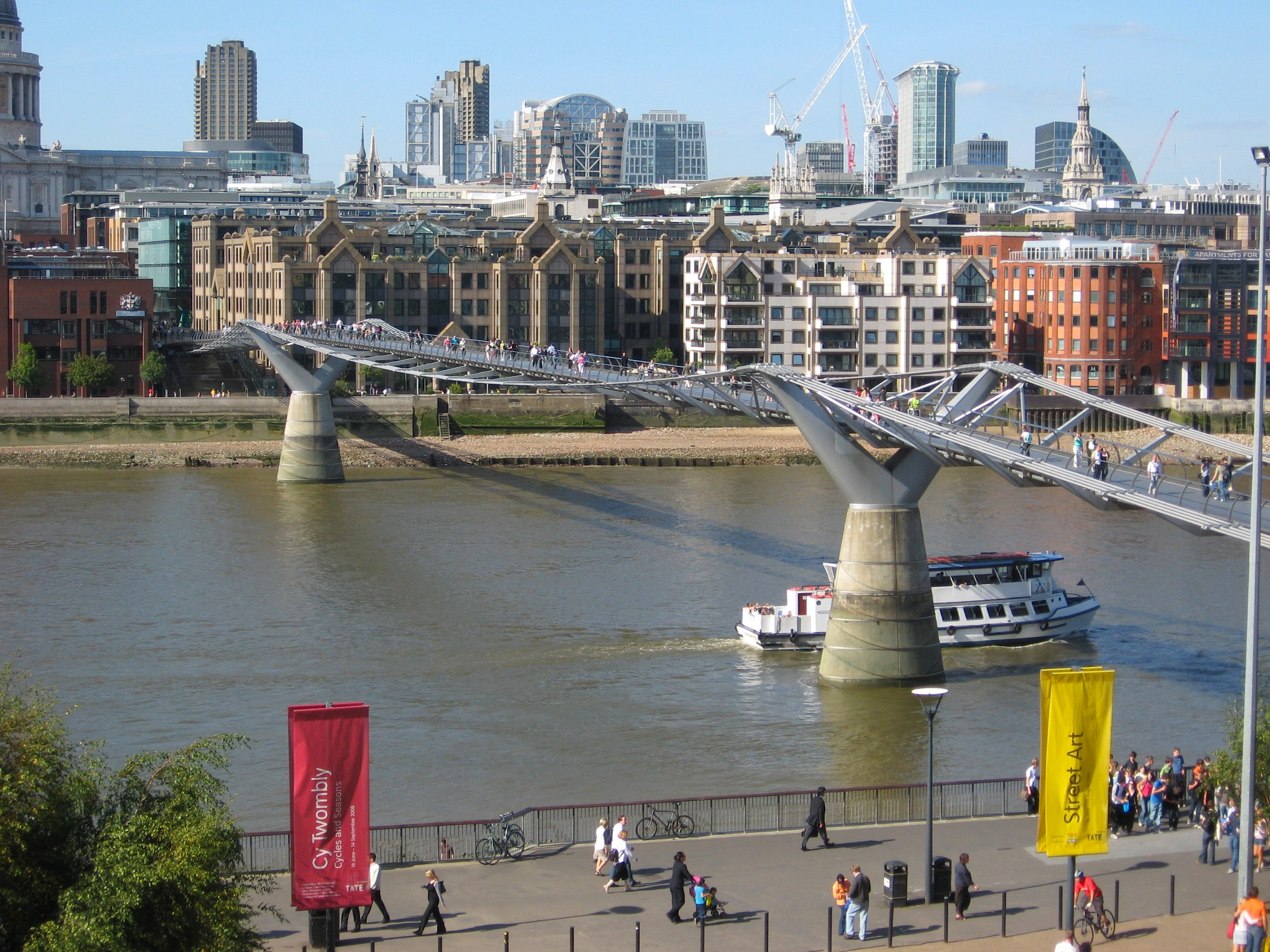
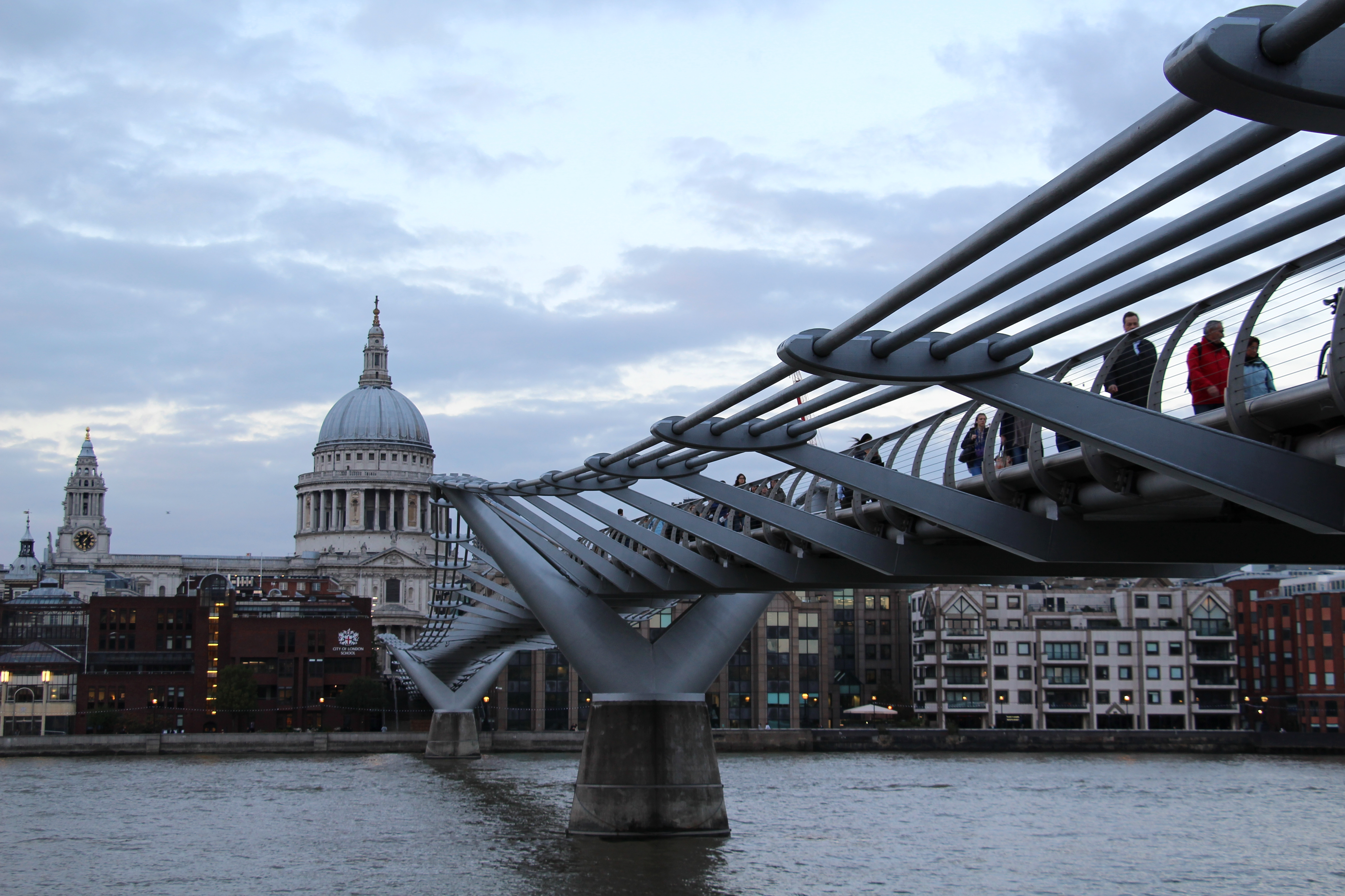
W zbliżeniu
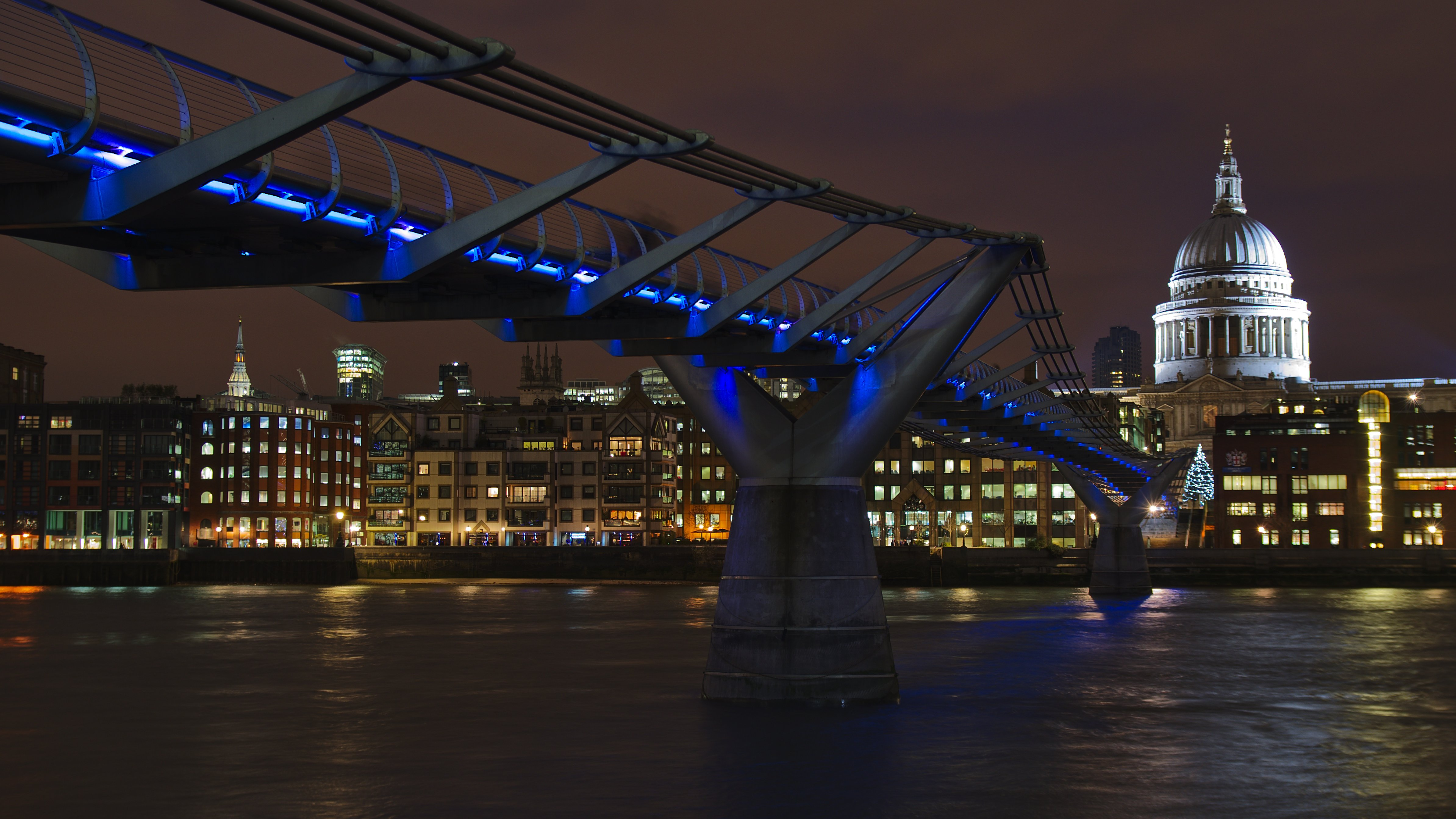
Oświetlony
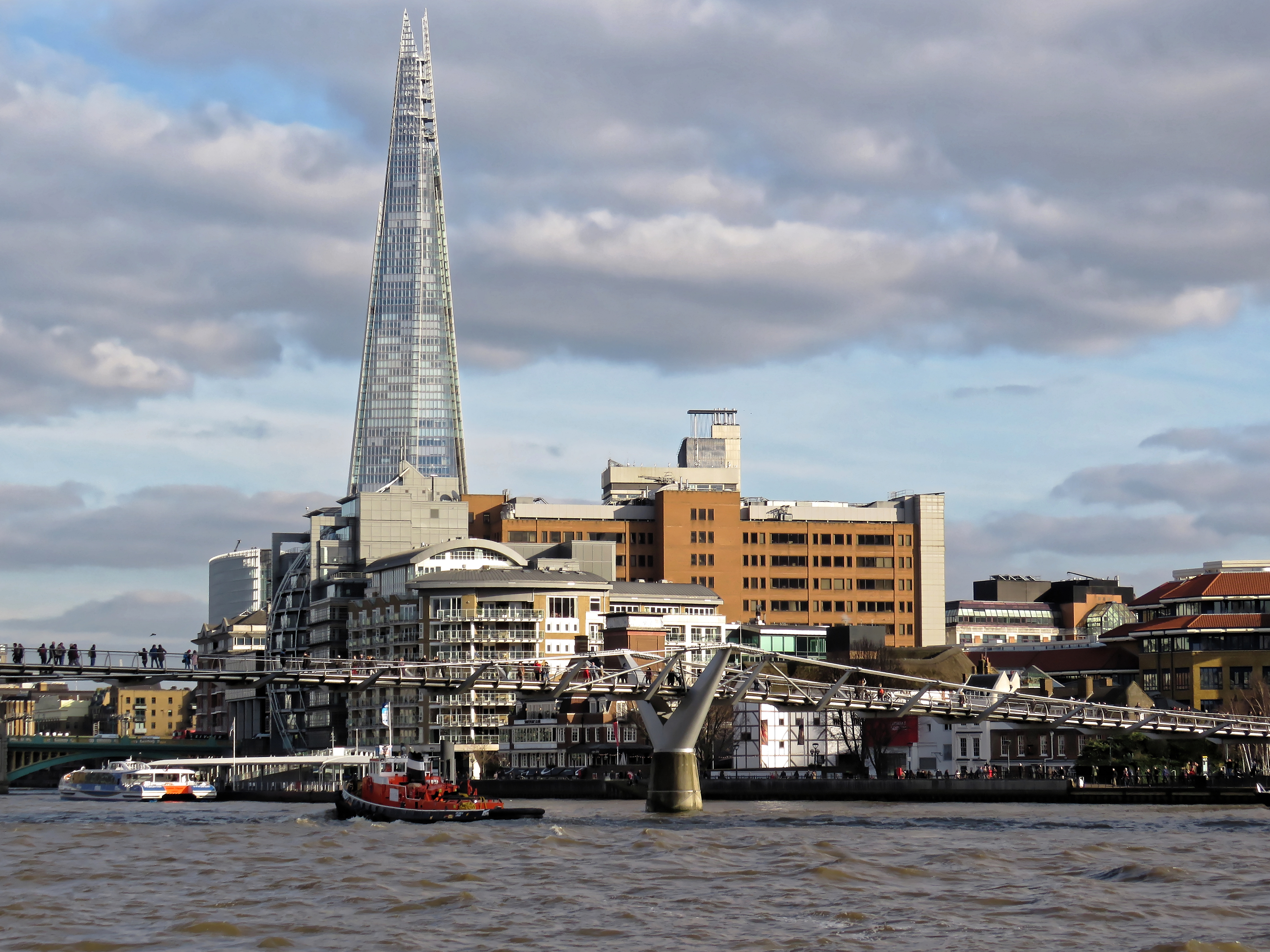
Na tle południowego brzegu

## Most w kulturze
- Most przedstawiony jest w filmie Harry Potter i Książę Półkrwi, gdzie zawala się po ataku śmierciożerców[16].
- Jest również widoczny w filmie Strażnicy Galaktyki, podczas bitwy o Xandar[17].